# Ni hao, Li Huanying
« Hi, Mom » redirige ici. Pour le film de Brian De Palma sorti en 1970, voir Hi, Mom!.
Pour plus de détails, voir Fiche technique et Distribution.
Ni hao, Li Huanying (你好，李焕英) est un film chinois réalisé par Jia Ling, sorti en 2021.

## Synopsis
Jia Xiaoling remonte dans le temps jusqu'en 1981 et rencontre sa mère, pour laquelle elle pense être une constante déception. Elle va aider celle-ci à gagner un tournoi de volley-ball.

## Fiche technique
- Titre : Ni hao, Li Huanying
- Titre original : 你好，李焕英
- Titre anglais : Hi, Mom
- Réalisation : Jia Ling
- Scénario : Bu Yu, Guo Yupeng, Jia Ling, Liu Honglu, Sun Jibin et Wang Yu
- Musique : Peng Fei
- Photographie : Michael Liu et Sun Ming
- Montage : Ye God
- Production : Shi Xiaoye
- Société de production : China Film, Shanghai Ruyi Film & TV Production
- Pays :  Chine
- Genre : Comédie dramatique et fantastique
- Durée : 128 minutes
- Date de sortie : 
  - Chine : 12 février 2021

## Distribution
- Jia Ling : Jia Xiaoling
- Zhang Xiaofei : Li Huanying
- Shen Teng : Shen Guanglin
- Chen He : Leng Te
- Du Yuan : Shen, le directeur de l'usine
- He Huan : Zhang Jiang
- Katherine Ackerman : Mao Qin
- Ding Jiali : Bao Yumei âgée
- Dong Ruoxi : Jia Xiaoling enfant
- Feng Gong : Li Fenjin
- Ge Shanshan : Wang Guìxiang
- Han Yunyun : Wang Qin
- He He : Bao Yumei
- Jia Wentian : Jia Wentian
- Li Yifeng : Xu Zhikai âgée
- Liu Jia : Li Huanying âgée
- Mi Lan : Guìxiang's mother
- Qiao Shun : Jia Wentian
- Xu Juncong : Xu Zhikai

## Box-office
Le film a connu un énorme succès au box-office chinois avec 850 millions de dollars ce qui, à sa sortie en fait l'un des 100 films ayant le plus rapporté au box-office mondial de tous les temps,.